# 小林寛美
小林 寛美（こばやし ひろみ、1984年9月26日 - ）は大阪府出身のアーティスティックスイミング（シンクロナイズドスイミング）の選手である。大阪市立大学卒。
2005年世界水泳選手権のチームで銀メダル、2007年世界水泳選手権でチームテクニカルルーティンで銀メダル、チームフリーコンビネーションで銅メダルを獲得した。2008年北京オリンピック日本代表で団体として出場したが結果は5位に終った。
2019年3月17日に放送のTBSテレビ「消えた天才」によると、引退後は現在アメリカ合衆国のラスベガスホテルで「シルク・ド・ソレイユ」のパフォーマーとしている。27歳の時に6歳年上のアメリカ人と結婚している。